# Lake Don Pedro
Lake Don Pedro – jednostka osadnicza w Stanach Zjednoczonych, w stanie Kalifornia, w hrabstwie Mariposa.